# (You're so square) Baby I don't care
""(You're So Square) Baby I Don't Care"" (en español: "(Eres tan cuadrada) Nena no me importa") es una canción de 1957 grabada por Elvis Presley e interpretada para la banda sonora de la película de MGM Jailhouse rock. Fue escrita por los compositores Jerry Leiber y Mike Stoller para la película. Durante la grabación de la misma, además de poner su voz, Elvis se encargó de tocar el bajo eléctrico.
La canción también fue editada en formato de sencillo como cara B junto a la canción "I want to be free" en la cara A.

## Antecedentes
Durante la grabación de la canción para la compañía RCA Records, el contrabajista de Elvis Bill Black no logró adaptarse ante la propuesta de Elvis Presley de que tocase un bajo Fender Precision para la ocasión. Tras un altercado donde Black arrojó el bajo negándose a grabar, Elvis recogió el instrumento y grabó la línea completa de éste incluso creando una pequeña introducción para el tema.
La escena de la película Jailhouse rock donde Elvis canta el tema "Baby I don't care", tiene lugar junto a un gazebo cercano a una piscina. Curiosamente aunque se ve a la gente tomando sol en la alberca y los músicos de Elvis llevan puestas camisas floreadas hawaiianas, Elvis luce un abrigado pulóver.
En la escena se muestra al contrabajista Bill Black tocando dicho instrumento, pero lo que suena es el bajo eléctrico que Elvis grabó tras la negativa a hacerlo por parte de Black.
La sesión de grabación instrumental se llevó a cabo el 3 de mayo de 1957 y el 9 se agregaron las voces principal y coros, pasando a editarse dentro del EP Jailhouse Rock, el cual alcanzó el puesto n.° 14 de las listas de R&B. Posteriormente la canción se convertiría en un estándar menor del pop en la versión de Buddy Holly quien incluyó esa versión en su segundo álbum. 

### Letra
En la canción el narrador alega acerca de la destinataria de sus afectos se mantiene alejada de él y de la música que marca tendencia en ese momento, al igual que las carreras de autos o los pasos de baile, destacando en cada ocasión lo "cuadrada" que es la destinataria de sus afectos, pero al mismo tiempo reconociendo que nadie podría quererlo de la manera en que ella lo hace.

## Créditos
- Elvis Presley – voz, guitarra acústica, bajo eléctrico
- Scotty Moore – guitarra eléctrica
- Dudley Brook – piano
- D.J. Fontana – batería
- The Jordanaires – corista

## Otras versiones
Con posterioridad la canción fue grabada por varios artistas más como la cantante canadiense Joni Mitchel, Lez Zeppelin, The Beatles, Queen y Buddy Holly entre otros.